# MTV Movie Award a legkívánatosabb színésznek
Ez a szócikk az MTV Movie Award a legkívánatosabb színésznek/színésznőnek járó díj (Award for the Most Desirable Male/Female) díjazottjainak listáját tartalmazza. A kategóriában 1992 és 1996 között került átadásra díj.

## Győztesek és jelöltek

### 1990-es évek
| Év                 | Kategória | Színész               | Színész                                     | Magyar cím                           | Eredeti cím                | Szerep            |
| ------------------ | --------- | --------------------- | ------------------------------------------- | ------------------------------------ | -------------------------- | ----------------- |
| 1992 (1. díjátadó) | Színész   |                       | Keanu Reeves                                | Holtpont                             | Point Break                | Johnny Utah       |
| 1992 (1. díjátadó) | Színész   | Kevin Costner         | Robin Hood, a tolvajok fejedelme            | Robin Hood: Prince of Thieves        | Robin Hood                 |                   |
| 1992 (1. díjátadó) | Színész   | Christian Slater      | Kuffs, a zűrös zsaru                        | Kuffs                                | George Kuffs               |                   |
| 1992 (1. díjátadó) | Színész   | Patrick Swayze        | Holtpont                                    | Point Break                          | Bodhi                      |                   |
| 1992 (1. díjátadó) | Színész   | Jean-Claude Van Damme | Dupla dinamit                               | Double Impact                        | Chad Wagner/Alex Wagner    |                   |
| 1992 (1. díjátadó) | Színésznő |                       | Linda Hamilton                              | Terminátor 2. – Az ítélet napja      | Terminator 2: Judgment Day | Sarah Connor      |
| 1992 (1. díjátadó) | Színésznő | Christina Applegate   | Kipurcant a bébicsősz, anyának egy szót se! | Don't Tell Mom the Babysitter's Dead | Sue Ellen Crandell         |                   |
| 1992 (1. díjátadó) | Színésznő | Kim Basinger          | Dermesztő szenvedélyek                      | Final Analysis                       | Heather Evans              |                   |
| 1992 (1. díjátadó) | Színésznő | Tia Carrere           | Wayne világa                                | Wayne's World                        | Cassandra Wong             |                   |
| 1992 (1. díjátadó) | Színésznő | Julia Roberts         | A szerelem erejével                         | Dying Young                          | Hilary O'Neil              |                   |
| 1993 (2. díjátadó) | Színész   |                       | Christian Slater                            | Rakoncátlan szív                     | Untamed Heart              | Adam              |
| 1993 (2. díjátadó) | Színész   | Kevin Costner         | Több mint testőr                            | The Bodyguard                        | Frank Farmer               |                   |
| 1993 (2. díjátadó) | Színész   | Tom Cruise            | Egy becsületbeli ügy                        | A Few Good Men                       | Danny Kaffee               |                   |
| 1993 (2. díjátadó) | Színész   | Mel Gibson            | Halálos fegyver 3.                          | Lethal Weapon 3                      | Martin Riggs               |                   |
| 1993 (2. díjátadó) | Színész   | Jean-Claude Van Damme | Hiába futsz                                 | Nowhere to Run                       | Sam Gillen                 |                   |
| 1993 (2. díjátadó) | Színésznő |                       | Sharon Stone                                | Elemi ösztön                         | Basic Instinct             | Catherine Tramell |
| 1993 (2. díjátadó) | Színésznő | Kim Basinger          | Huncut világ                                | Cool World                           | Holli Would                |                   |
| 1993 (2. díjátadó) | Színésznő | Halle Berry           | Bumeráng                                    | Boomerang                            | Angela Lewis               |                   |
| 1993 (2. díjátadó) | Színésznő | Madonna               | A tanú teste                                | Body of Evidence                     | Rebecca Carlson            |                   |
| 1993 (2. díjátadó) | Színésznő | Michelle Pfeiffer     | Batman visszatér                            | Batman Returns                       | Selina Kyle / Macskanő     |                   |
| 1994 (3. díjátadó) | Színész   |                       | William Baldwin                             | Sliver                               | Sliver                     | Zeke Hawkins      |
| 1994 (3. díjátadó) | Színész   | Tom Cruise            | A cég                                       | The Firm                             | Mitch McDeere              |                   |
| 1994 (3. díjátadó) | Színész   | Val Kilmer            | Tombstone – A halott város                  | Tombstone                            | Doc Holliday               |                   |
| 1994 (3. díjátadó) | Színész   | Jean-Claude Van Damme | Tökéletes célpont                           | Hard Target                          | Chance Boudreaux           |                   |
| 1994 (3. díjátadó) | Színész   | Denzel Washington     | A Pelikán-ügyirat                           | The Pelican Brief                    | Gray Grantham              |                   |
| 1994 (3. díjátadó) | Színésznő |                       | Janet Jackson                               | Hazug igazság                        | Poetic Justice             | Justice           |
| 1994 (3. díjátadó) | Színésznő | Kim Basinger          | Szökésben                                   | The Getaway                          | Carol McCoy                |                   |
| 1994 (3. díjátadó) | Színésznő | Demi Moore            | Tisztességtelen ajánlat                     | Indecent Proposal                    | Diana Murphy               |                   |
| 1994 (3. díjátadó) | Színésznő | Alicia Silverstone    | Szerencsétlen baleset                       | The Crush                            | Adrian Forrester           |                   |
| 1994 (3. díjátadó) | Színésznő | Sharon Stone          | Sliver                                      | Sliver                               | Carly Norris               |                   |
| 1995 (4. díjátadó) | Színész   |                       | Brad Pitt                                   | Interjú a vámpírral                  | Interview with the Vampire | Louis             |
| 1995 (4. díjátadó) | Színész   | Tom Cruise            | Interjú a vámpírral                         | Interview with the Vampire           | Lestat                     |                   |
| 1995 (4. díjátadó) | Színész   | Andy García           | Ha a férfi igazán szeret                    | When a Man Loves a Woman             | Michael Green              |                   |
| 1995 (4. díjátadó) | Színész   | Keanu Reeves          | Féktelenül                                  | Speed                                | Jack Traven                |                   |
| 1995 (4. díjátadó) | Színész   | Christian Slater      | Interjú a vámpírral                         | Interview with the Vampire           | Daniel Molloy              |                   |
| 1995 (4. díjátadó) | Színésznő |                       | Sandra Bullock                              | Féktelenül                           | Speed                      | Annie Porter      |
| 1995 (4. díjátadó) | Színésznő | Halle Berry           | A Flintstone család                         | The Flintstones                      | Miss Sharon Stone          |                   |
| 1995 (4. díjátadó) | Színésznő | Cameron Diaz          | A Maszk                                     | The Mask                             | Tina Carlyle               |                   |
| 1995 (4. díjátadó) | Színésznő | Demi Moore            | Zaklatás                                    | Disclosure                           | Meredith Johnson           |                   |
| 1995 (4. díjátadó) | Színésznő | Sharon Stone          | A specialista                               | The Specialist                       | May Munro                  |                   |
| 1996 (5. díjátadó) | Színész   |                       | Brad Pitt                                   | Hetedik                              | Seven                      | David Mills       |
| 1996 (5. díjátadó) | Színész   | Antonio Banderas      | Desperado                                   | Desperado                            | El Mariachi                |                   |
| 1996 (5. díjátadó) | Színész   | Mel Gibson            | A rettenthetetlen                           | Braveheart                           | William Wallace            |                   |
| 1996 (5. díjátadó) | Színész   | Val Kilmer            | Mindörökké Batman                           | Batman Forever                       | Bruce Wayne / Batman       |                   |
| 1996 (5. díjátadó) | Színész   | Keanu Reeves          | Pár lépés a mennyország                     | A Walk in the Clouds                 | Paul Sutton                |                   |
| 1996 (5. díjátadó) | Színésznő |                       | Alicia Silverstone                          | Spinédzserek                         | Clueless                   | Cher Horowitz     |
| 1996 (5. díjátadó) | Színésznő | Sandra Bullock        | Aludj csak, én álmodom                      | While You Were Sleeping              | Lucy Moderatz              |                   |
| 1996 (5. díjátadó) | Színésznő | Nicole Kidman         | Mindörökké Batman                           | Batman Forever                       | Dr. Chase Meridian         |                   |
| 1996 (5. díjátadó) | Színésznő | Demi Moore            | A skarlát betű                              | The Scarlet Letter                   | Hester Prynne              |                   |
| 1996 (5. díjátadó) | Színésznő | Michelle Pfeiffer     | Veszélyes kölykök                           | Dangerous Minds                      | LouAnne Johnson            |                   |